# Hilary Franco
Hilary C. Franco (Belmont (Bronx), 9 aprile 1933) è un presbitero statunitense.
Prelato della Chiesa cattolica, diplomatico della Santa Sede e autore. È noto per il suo lungo servizio presso la Curia romana e per essere stato assistente personale del venerabile Fulton J. Sheen, nonché per il suo contributo come peritus al Concilio Vaticano II. Ha inoltre servito come consigliere presso la Missione Permanente della Santa Sede alle Nazioni Unite.

## Biografia

### Formazione e ordinazione
Hilary Franco è nato il 9 aprile 1933 nel quartiere del Bronx a New York, figlio dell'insegnante Maria Catalina Scali e di Tommaso Franco di Bivongi. Dopo gli studi classici, si è trasferito a Roma per completare la formazione sacerdotale. È stato ordinato presbitero nella Basilica di San Giovanni in Laterano il 9 aprile 1955.
Ha conseguito il dottorato in teologia biblica magna cum laude e la laurea in diritto canonico presso la Pontificia Università Lateranense, nonché una laurea in sociologia presso la Fordham University di New York.

### Attività pastorale e curiale
Dopo l’ordinazione, ha iniziato il ministero a New York, dove fu presto chiamato a collaborare con l’allora vescovo ausiliare Fulton J. Sheen, di cui fu assistente personale a partire dal 1962 presso il National Office for the Propagation of the Faith.
Durante il Concilio Vaticano II (1962–1965) ha partecipato come peritus, contribuendo alla redazione di diversi documenti conciliari.
Nel 1967 fu assegnato al servizio diplomatico della Santa Sede presso la Delegazione apostolica a Washington D.C., e successivamente, nel 1968, alla Prefettura degli Affari Economici e poi alla Congregazione per il Clero, dove ha prestato servizio per 24 anni, dirigendo l’ufficio di lingua inglese.

### Servizio negli Stati Uniti
Dal 1994 al 2013 è stato parroco della St. Augustine’s Church a Ossining (New York). Ha anche ricoperto il ruolo di giudice presso il Tribunale ecclesiastico interdiocesano e di consulente per la causa di canonizzazione di Sheen.
Ha lavorato come consulente della Missione Permanente della Santa Sede presso l’ONU.

## Contatto tra Calvi e la Santa Sede
Secondo alcune fonti investigative sul caso Calvi, Roberto Calvi – messo sotto pressione per i debiti del Banco Ambrosiano – cercò sostegno presso ambienti religiosi vicini all’Opus Dei. Dopo un primo rifiuto da parte di membri influenti, nel maggio 1982 inviò una lettera a mons. Hilary Franco, con la speranza che intervenisse a favore del salvataggio della banca.
Mons. Franco era già conosciuto come figura di fiducia legata al Vaticano e all’Opus Dei, e avrebbe avuto un rapporto diretto con l’arcivescovo Paul Marcinkus, allora presidente dello IOR. In quanto possibile “ponte” tra Calvi, l’Opus Dei e Marcinkus, Franco assunse una posizione strategica nelle trattative riservate che precedettero il crollo dell'Ambrosiano.
Il tentativo di salvataggio – comprensivo di lettere di garanzia (lettere di patronage) da parte dello IOR – fu gestito tramite iniziative riservate, in cui Franco sembrò avere un ruolo consultivo. Tuttavia, l’intervento non ottenne i risultati sperati, e Calvi non riuscì a evitare la catastrofe finanziaria.

## Attività pubblicistica
Nel 2021 ha pubblicato il libro Six Popes: A Son of the Church Remembers, in cui racconta esperienze personali sotto i pontificati di Giovanni XXIII, Paolo VI, Giovanni Paolo I, Giovanni Paolo II, Benedetto XVI e Papa Francesco.
Monsignor Franco è apparso come ospite su reti televisive quali RAI, NBC, Newsmax e Fox News, ed è autore di articoli teologici e voci enciclopediche.

## Onorificenze e premi
- Cavaliere dell’Ordine del Santo Sepolcro di Gerusalemme
- Cappellano Magistrale dell’Ordine di Malta
- Premio Civiltà Senza Frontiere
- Premio Solemare

## Opere
- Hilary Franco, Six Popes: A Son of the Church Remembers [Ho amato la chiesa. Un ragazzo del Bronx al servizio di sei Papi], Roma, San Paolo Edizioni, 2025.